# Bonner-West Riverside
Bonner-West Riverside – jednostka osadnicza w Stanach Zjednoczonych, w stanie Montana, w hrabstwie Missoula.